# 戴流蘇耳環的少女
《戴流蘇耳環的少女》是一部2015年中國大陸電視劇，由安徽電視台，華星公司，藍藍藍藍、國一傳媒，上海曼塔文化，北京藝鼎傳奇，南寧電視台，齊魯電子音像出版社，北京標旗文化，胭脂工作室等聯合出品，鄭軍、顏光興執導，胭脂監製，吳映潔和戴向宇領銜主演。本劇同時是“耳環”系列的第一部。該劇於2015年5月21日在橫店開機，7月杀青。於2015年11月6日在湖南電視劇頻道首播，並於同年12月22日在安徽卫视上星播出。

## 播出時間
| 播出平台       | 所在地   | 播映日期        | 网络播出平台             | 播出時間                    |
| -------------- | -------- | --------------- | ------------------------ | --------------------------- |
| 湖南電視劇頻道 | 中国大陆 | 2015年11月6日   |                          | 每晚19：30播出              |
| 安徽卫视       | 中国大陆 | 2015年12月22日  | 腾讯、搜狐、爱奇艺、乐视 | 每晚19：30播出 每天播出 2集 |
| 龍華偶像       | 臺灣     | 2016年12月27日- | 中華電信MOD              | 每週一至週五20：00播出 2集  |

## 精彩片花
一开始，阮清恬甜蜜喊话一定要嫁给任浩铭。任浩铭也十分“霸道”地表白“我一定要把你留在我身边”。两人身穿白色礼服相拥接吻的画面让人充满遐想。剧情突然发生反转，阮清恬穿着大红新娘服将与男二号林峰步入婚姻礼堂，还举着剪刀做出自杀状，“我做谁的女人都行，就是不做你任浩铭的女人。”最后一幕，就当任浩铭终于打倒林峰，和阮清恬抱在一起，背后却传来一声枪响。就此预告片戛然而止，男女主角究竟能否终成眷属，只能留到电视剧播出后才见分晓。

## 演員列表
| 演員   | 角色     | 介紹 | 配音   |
| 吳映潔 | 阮清恬   | 心思單純的民國少女，家境貧寒，生性善良，聽力非凡，在無線電技術方面天賦異禀。與青年商會會長任浩銘不打不相識，意外發現父親阮斌與任曉曉死亡一事有關聯，打算暗中調查清楚，當得知真相後，雖然愛著任浩铭，但父親意外害死任曉曉，卻讓清恬陷入兩難..... | 乔诗语 |
| 戴向宇 | 任浩铭   | 青年商會會長，長相英俊，為人正派，富甲一方，十分疼愛妹妹任曉曉，因為任曉曉死亡一事，認識了民國少女阮清恬，並愛上這個單純善良可愛的姑娘，但當真相擺在眼前，他陷入了痛苦的糾結，是為妹妹報仇，還是原諒兇手抓住愛情?                               | 王秋明 |
| 劉前程 | 林峰     | 父母被任浩銘父母所害，發誓殺掉任浩銘為父母報仇，用盡一切手段想打擊任浩铭，加入青幫，認青幫幫主九爺為義父，喜歡阮清恬。 | 吴凌云 |
| 謝其均 | 宋誠     | 宋大帥的兒子，喜欢楚安安，對安安展開猛烈追求，最終抱得美人歸。其實他在蘇州早有家室，當初為了政治聯姻，與大他十歲的周秀芝結婚 | 王晨光 |
| 雷洋   | 楚安安   | 富家小姐，心思令人害怕 ，表面上對阮清恬很好,實則將她推入火坑 ，在宋誠的猛烈追求下，嫁給了宋誠並懷上了他的孩子，後來得知宋誠早有家室，心灰意冷的離開宋誠，一個人堅強的生活                                                                       | 张碧玉 |
| 冯玮   | 任晓晓   | 千金小姐，任浩铭的妹妹，喜欢阮斌 ，得知被阮斌所騙，情緒失控失足墜樓，香消玉殞。 |        |
| 冯玮   | 小银子   | 女骗子 |        |
| 关礼杰 | 阮斌     | 阮清恬的爸爸，喜欢任曉曉，好賭成性，嗜酒如命，間接導致任曉曉死亡。 |        |
| 钱韦杉 | 任青青   | 千金小姐，任浩铭的姐姐，崇尚自由，思想新潮，之前一直在法國生活，在林峰的勾引下愛上林峰，並與林峰結婚，卻不知林峰接近他是為了報仇，最後看清林峰真面目。                                                                                          |        |
| 郑晓甫 | 虎子     | 林峰手下 |        |
| 苗苗   | 周秀芝   | 宋诚老婆，知書達禮，溫柔賢淑，比宋誠大十歲，與宋誠政治聯姻，真心真意的愛著宋誠，得知宋誠背著他在外面又找了一個年輕漂亮的老婆楚安安，即使很傷心也選擇大度的寬容，對楚安安很好。                                                                  | 李世榮 |
| 庄夏播 | 阿春     | 管家，任浩铭的得力助手，對任浩铭忠心耿耿。 | 王晨光 |
| 许鑫   | 阿夏     | 保镖 |        |
| 曲岸   | 阿秋     | 保镖 |        |
| 王一臣 | 阿冬     | 保镖 |        |
| 张柏俊 | 九爷     | 青幫幫主，林峰義父 |        |
| 李林琳 | 十八姨太 | 宋大帅的姨太太 |        |
| 吴克坚 | 宋大帅   | 宋城的父亲 | 郭政建 |
| 何育骏 | 小金子   | |        |
| 吕沅轩 | 于静     | 任浩铭助理，在林峰的勾引下愛上林峰，意外發現林峰的秘密後被殺害。 | 刘微微 |
| 张丹阳 | 初一     | 任浩铭家的傭人 |        |
| 张欣源 | 谷雨     | 任浩铭家的傭人 |        |
| 周琪   | 小雅     | 安安的丫头 |        |
| 汪佳   | 秋分     | 安安的丫头 |        |
| 岳东峰 | 李副官   | 宋大帅下屬 |        |
| 韩炎达 | 王副官   | 宋大帅下屬 |        |

## 電視劇歌曲
| 曲別   | 歌名               | 演唱者 | 作詞   | 作曲   |
| 主題曲 | 《錯愛》           | 劉濤   | 李巖   | 杜雯媞 |
| 片頭曲 | 《怎样才好》       | 曹雪   | 姚雷   | 钟强   |
| 片尾曲 | 《你一直在我心里》 | 李维真 | 李维真 | 李维真 |
| 插曲   | 《错过》           | 曹雪   | 冯光磊 | 程墨   |
| 插曲   | 《我也难过》       | 喻佳丽 | 喻佳丽 | 喻佳丽 |
| 插曲   | 《梨花》           | 李维真 | 李维真 | 李维真 |
| 插曲   | 《轻轻》           | 曹轩宾 | 林宇中 | 林宇中 |

## 外部連結
- 戴流蘇耳環的少女的新浪微博
- 戴流蘇耳環的少女安徽卫视專題